# Plage d'État de Natural Bridges
La plage d'État de Natural Bridges (en anglais : Natural Bridges State Beach) est un parc d'État et monument naturel situé à Santa Cruz, en Californie, aux États-Unis. Natural Bridges State Beach doit son nom aux ponts naturels en mudstone qui ont été sculptés par l’océan Pacifique dans des falaises qui s’avançaient dans la mer.
Des trois arches d’origine, il ne reste que celle du milieu. L’arche la plus extérieure s’est effondrée en 1905 ou 1906, et l’arche intérieure s’est effondrée lors d’une tempête dans la nuit du 10 janvier 1980,. La dernière arche naturelle existante sur la plage risque également de s’effondrer en raison de l’érosion par le vent et les vagues. Autrefois, les visiteurs étaient autorisés à grimper, à marcher et même à conduire sur les ponts. Aujourd’hui, l’arche est fermée au public.
L'endroit est également connu comme un lieu où la migration du papillon monarque est particulièrement visible, de même que celle des oiseaux et des baleines. La réserve naturelle  abrite jusqu’à 26 150 papillons monarques d’octobre à début février.

## Écologie
Des otaries et des baleines fréquentent les lieux, et pélicans bruns et cormorans peuvent être observés.
Les 26 hectares du parc abritent également des marais d’eau salée et d’eau douce sur le ruisseau Moore. Le maquis côtier entoure les marges et les zones intérieures non aménagées du parc. Des dunes de sable et un étang d’eau douce se trouvent également dans le parc.

La réserve marine d’État de Natural Bridges est une aire marine protégée au large de la côte de Natural Bridges State Beach. À l’instar d’un parc sous-marin, cette aire marine protégée contribue à la conservation de la faune et des écosystèmes marins.

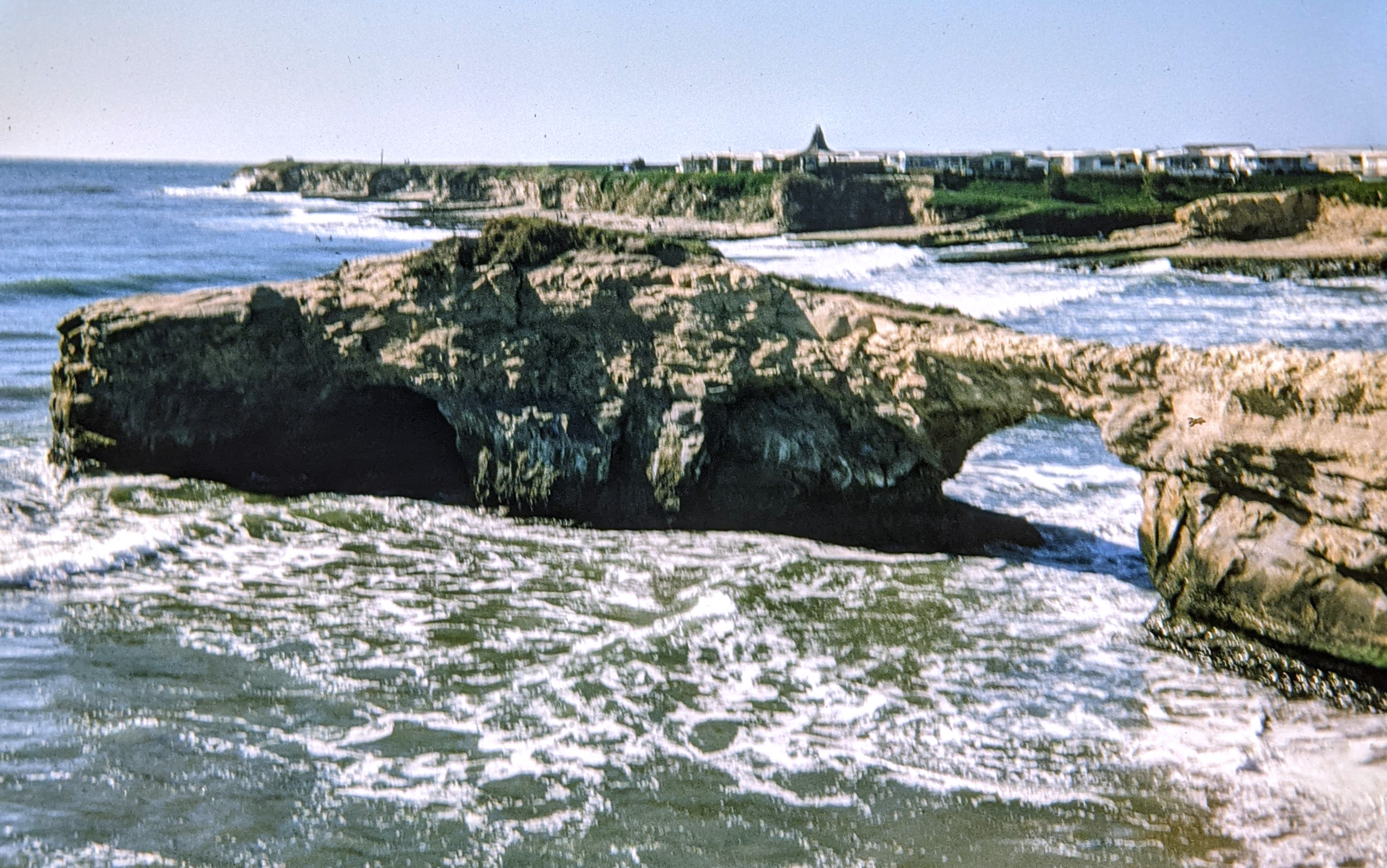
Le pont-arche en 1975, avant sa chute
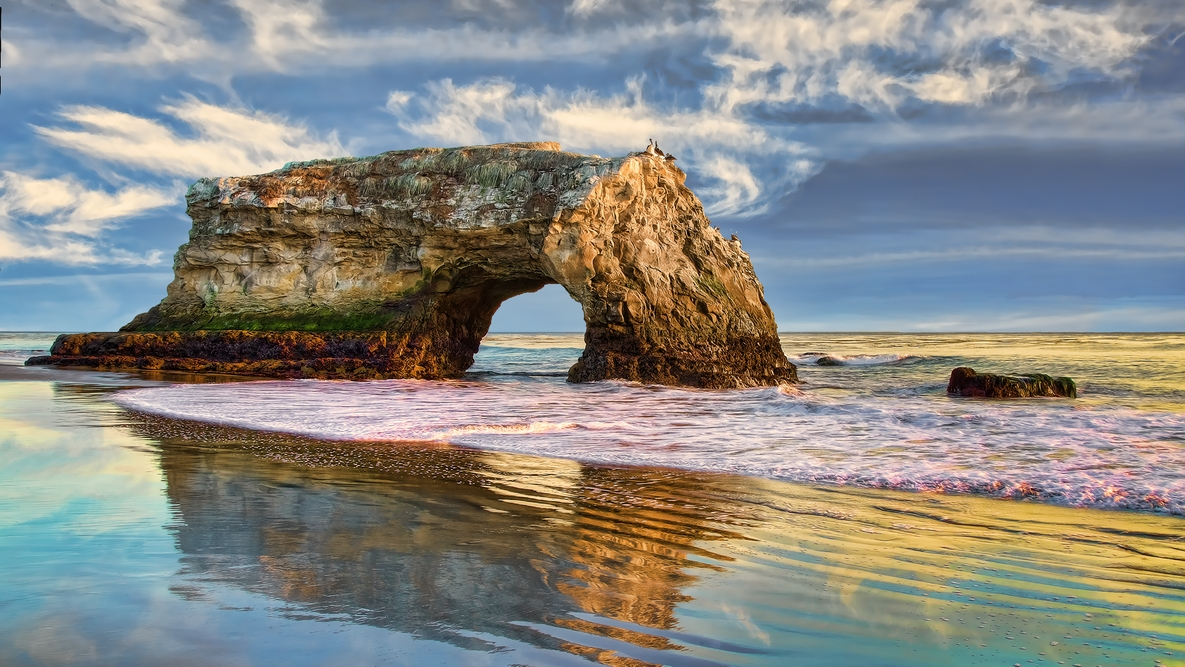
L'arche subsistante
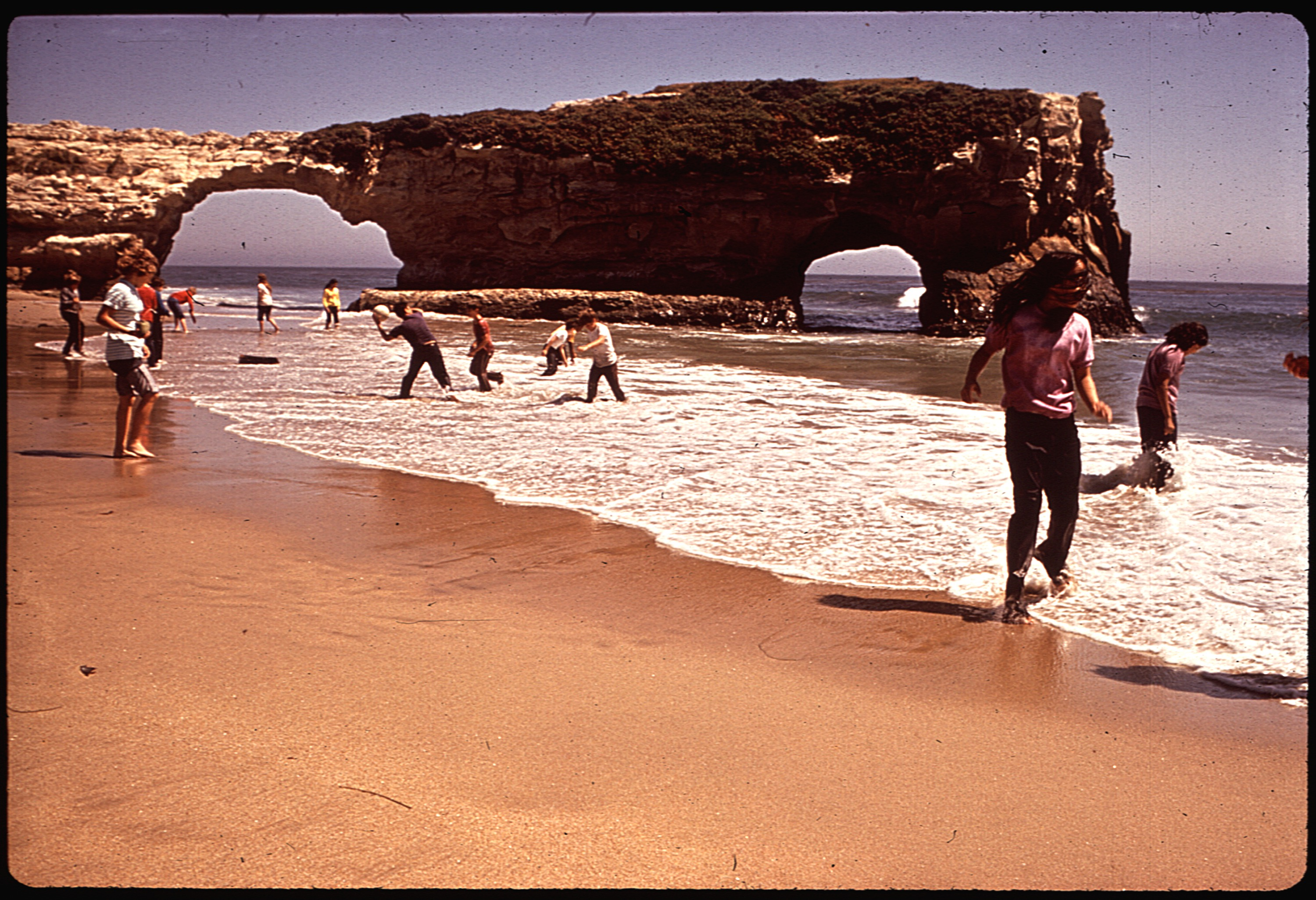
L'arche-pont avant son effondrement
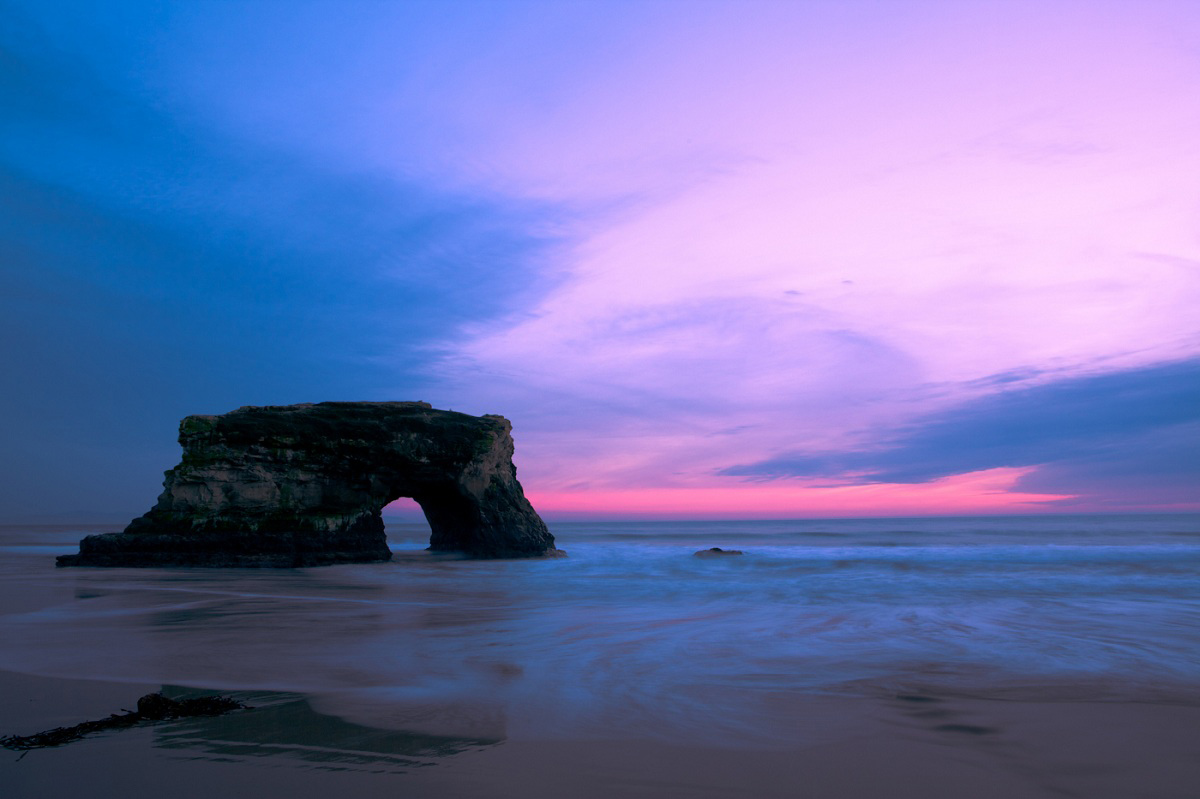
Natural Bridges
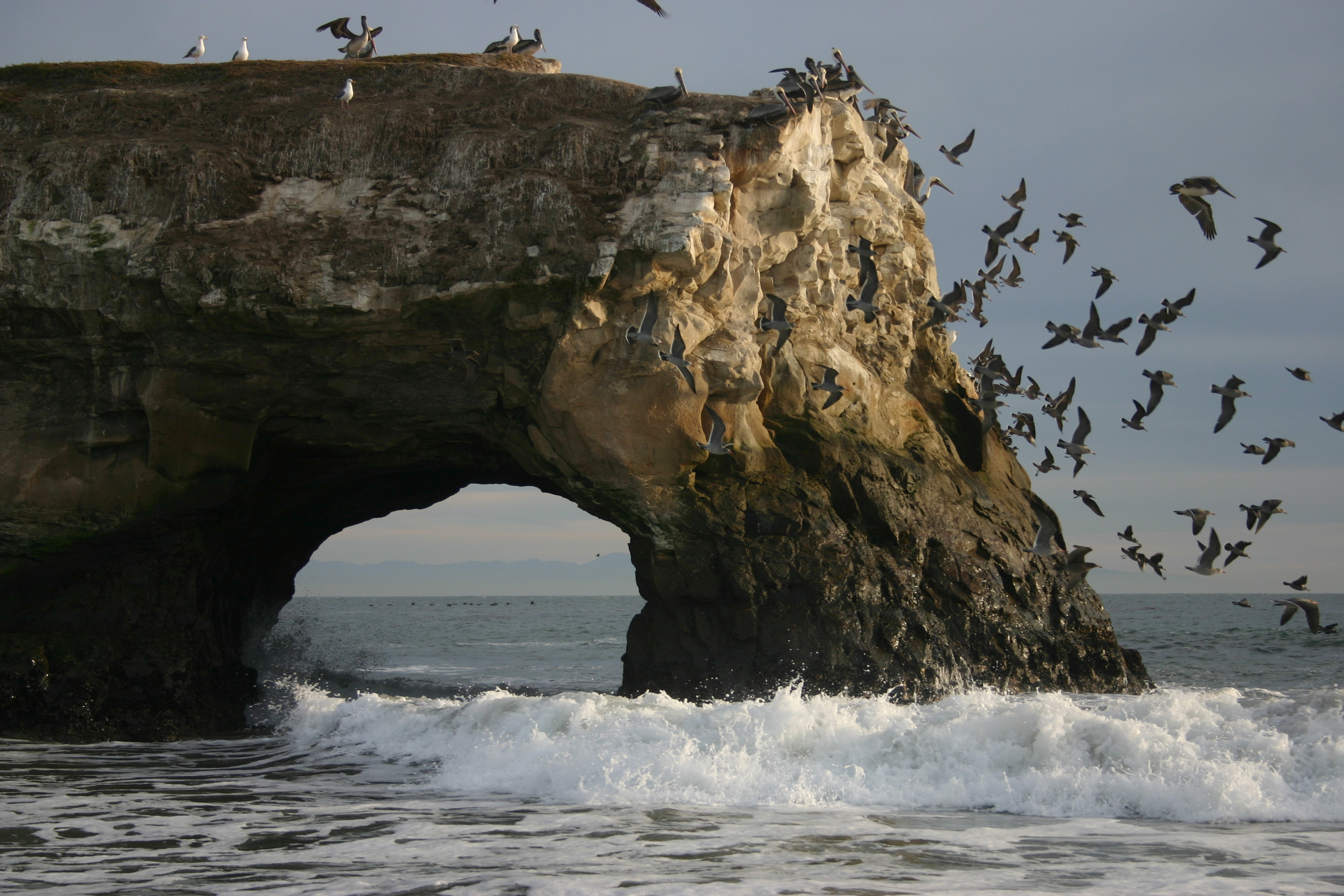
Pélicans et cormorans